# 白化 (植物)

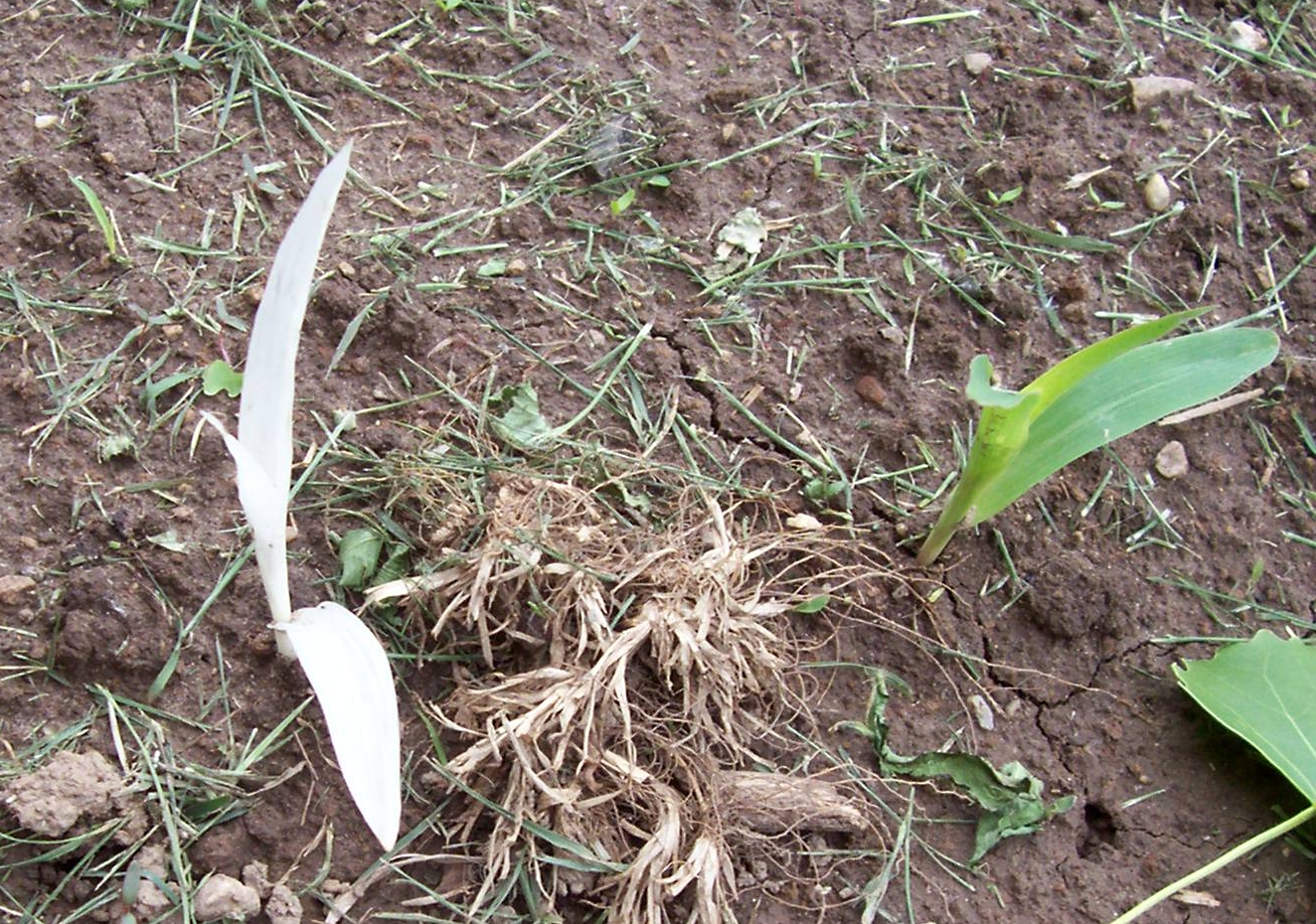
トウモロコシ（Zea mays）の白化（左）および正常（右）個体

植物学において、白化（はくか、黄白化、クロロシス chlorosis）とは、植物の葉中のクロロフィル濃度が不足している状態である。この状態の葉は黄色から白色となっている。光合成とそれによる糖の合成を行う能力が失われている。白化した植物、例えばArabidopsis thalianaの変異体ppi2は外部からスクロースを与えられなければ生存できない。
クロロシスの語源はChlorisまたはギリシャ語で「黄緑色の」、「薄い緑の」、「色が薄い」、「（病気で）青白い」、あるいは「新しくて未熟な」という意味のkhlorosである。
白化はブドウ栽培において、もっとも一般的な栄養失調の症状である。白化は、石灰岩が多い土壌でよく見られる。例えば、伊ピエモンテ州のバローロ（イタリアワインの生産地）、西ラ・リオハ州（スペインワイン）、および仏シャンパーニュとブルゴーニュ（フランスワイン）である。

## 症状

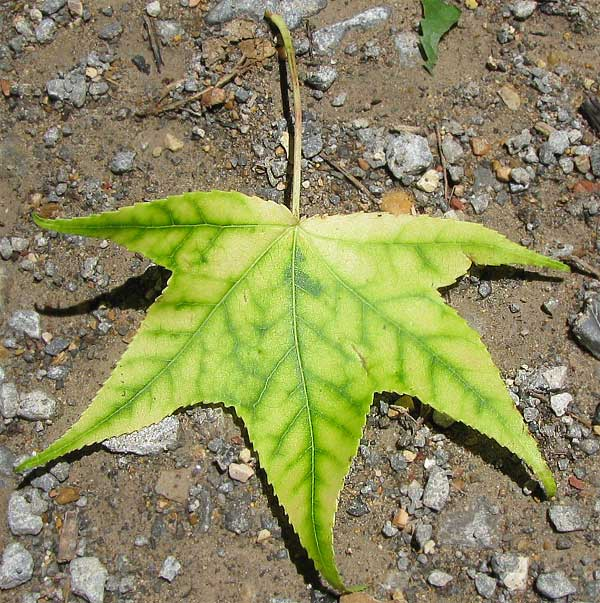
白化前のフウ属（Liquidambar ）

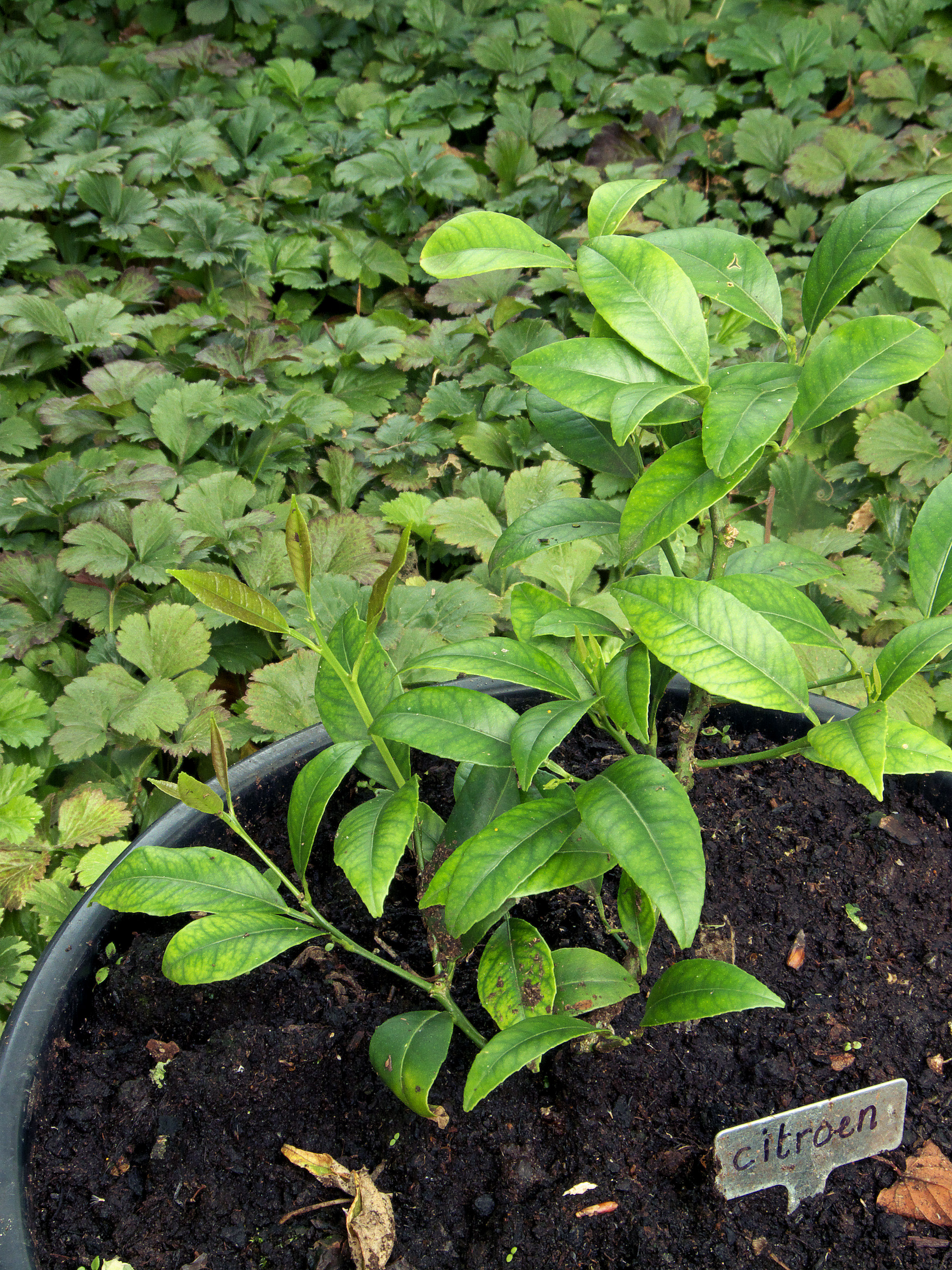
白化したシトロン（Citrus medica L.）

白化は、多くの栄養素について、その欠乏の典型的な症状である。白化発症は、次に示す要素と関連する。
- 土壌中における特定のミネラル（鉄[3]、マグネシウム、亜鉛 [4]など）の不足
- 土壌中の窒素及び植物体中のタンパク質の不足[4]
- ミネラルが不溶化して植物の根がそれを吸収できなくなる水準の土壌pH[5]
- 土壌の水はけが悪いまたは根が水浸し[5]
- 根が障害を受けている、または密集化している [5]
- 農薬、特に除草剤[6]
- 二酸化硫黄の被爆[7]
- 感受性植物に対してのオゾン
- Pseudomonas syringae pv. tagetis （キク科病原菌）などの病原菌[8]

何が原因となるかは植物種によって異なる。例えば、多くの陸上植物種にとって酸性・塩基性土壌や水浸し条件は白化を引き起こすが、アザレアは酸性土壌で、イネは浸水条件で最もよく育つ。

## ブドウの白化症状
他の植物種同様、ブドウ属も白化症状を呈する。石灰岩が多い土壌など、可給態の鉄が不足した条件で発症する。19世紀中期、ブドウネアブラムシ（フィロキセラ）によりヨーロッパブドウ（Vitis vinifera）で白化症状が大発生し、当時のブドウ栽培が大打撃を受けた（19世紀フランスのフィロキセラ禍）。この虫害対策として、ブドウネアブラムシ抵抗性のVitis属アメリカ原産種（Vitis riparia、Vitis rupestrisおよびVitis berlandieri）の台木にヨーロッパブドウは接ぎ木された。しかし、これら接ぎ木はフランスのブドウ農場、特に最高級ワインブドウの生産地の石灰質土壌によく適応しなかった。このため、これら土壌で栽培された接ぎ木は鉄欠乏となり、chlorose calcaireと呼ばれる白化症状を呈した。この問題は、アメリカの石灰耐性種を台木にすることで解決した。だが、この台木は他の様々な点で最適でないため、ワイン農家は石灰耐性と他の特性とを比較検討したうえで台木を選択している。最も一般的な石灰・ブドウネアブラムシ耐性の台木は、V. vinifera cultivar ChasselasとV. berlandieriの混種41Bである。

## 対策
白化は特定の栄養素の不足、あるいは高い土壌pHにより生じる。その対策として、キレート化鉄（EDTA鉄など）や硫酸鉄、あるいはマグネシウムや窒素化合物の施用が有効である。